# 卡普塔縣

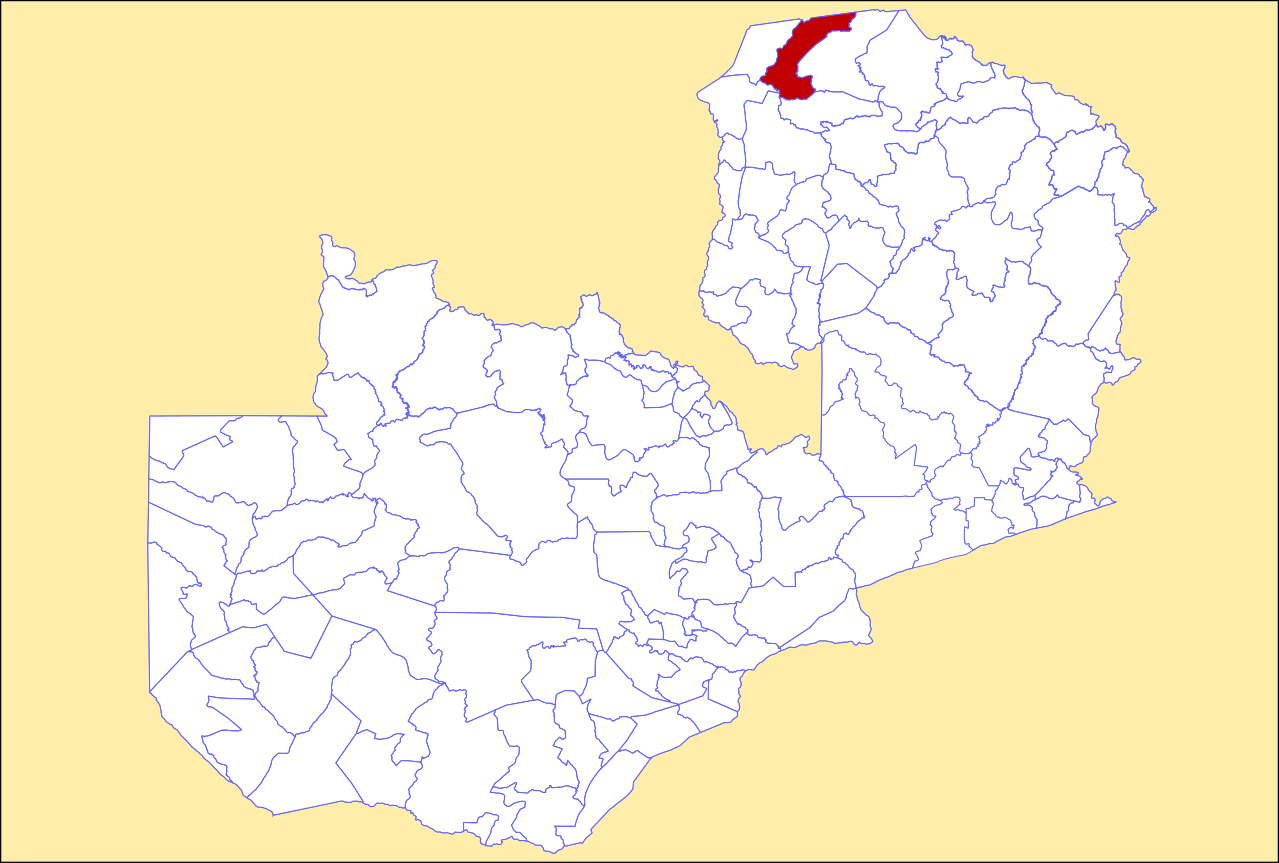

8°45′S 29°50′E / 8.750°S 29.833°E
卡普塔縣（英語：Kaputa District），是贊比亞的縣份，位於該國北部，由北方省負責管轄，首府設於卡普塔，面積13,004平方公里，2010年人口119,514，人口密度每平方公里9.2人。